# Karl Ernst Hänsel
Karl Ernst Hänsel (* 6. Dezember 1868 in Löbtau bei Dresden; † 1947 in Radebeul) war ein deutscher Maler und Radierer.

## Leben und Wirken
Nach einer Lehre als Porzellanmaler in Löbtau besuchte Hänsel die Königlich Sächsische Kunstgewerbeschule in Dresden unter Ermenegildo Carlo Donadini. Ostern 1889 wechselte er an die Dresdner Kunstakademie, wo er von 1890 bis 1894 Meisterschüler bei Ferdinand Pauwels war.
Als Porträtmaler lieferte er einige Arbeiten in Öl oder Aquarell ab, darunter auch ein Selbstbildnis, als Zeichner gibt es von ihm einige biblische und landschaftliche Darstellungen. Hänsels Hauptinteresse galt jedoch der Radierung. Hier sind vor allem seine teilweise religiös beeinflussten Arbeiterbildnisse zu nennen. Erwähnenswert sind auch seine Radierungen von Kaiser Wilhelm II., des sächsischen Königs Friedrich August III. sowie diejenige von Paul von Hindenburg.

## Ausstellungen
- Berlin: Große Kunstausstellungen 1913–14, 1916/20
- Dresden: Sächsische Kunstausstellung 1903; Große Kunstausstellungen 1908, 1912; Aquarellausstellungen 1909, 1913; Große Kunstausstellungen der Dresdner Kunstgenossenschaft 1909, 1917, 1920; Künstlervereinigung Dresden 1910; Ausstellung von Kriegsgraphik im Kupferstichkabinett Dresden 1916; Bildnisausstellung deutscher Künstler der Gegenwart, Sächsischer Kunstverein 1908
- Hamburg: Graphische Ausstellung des Deutschen Künstlerbunds 1918
- München: Glaspalast 1919